# Joe Nuxhall
Joseph Henry Nuxhall (ur. 30 lipca 1928, zm. 15 listopada 2007) – amerykański baseballista, który występował na pozycji miotacza przez 16 sezonów w Major League Baseball.
W 1944 podpisał kontrakt jako wolny agent z Cincinnati Reds. W MLB zadebiutował 10 czerwca 1944 w meczu przeciwko St. Louis Cardinals. Miał wówczas 15 lat 10 miesięcy i 10 dni i do dziś jest najmłodszym zawodnikiem, który wystąpił w meczu ligi MLB. Przez następne 7 sezonów występował jednak w klubach farmerskich Reds, a w Major League zagrał ponownie w sezonie 1952.
W 1955 miał najwięcej w National League rozegranych shutoutów (5) i po raz pierwszy w karierze wystąpił w Meczu Gwiazd. W styczniu 1961 w ramach wymiany zawodników przeszedł do Kansas City Athletics, a rok później podpisał kontrakt z Los Angeles Angels. W latach 1962–1966 był zawodnikiem Cincinnati Reds, w którym zakończył karierę. Od 1967 do 2004 roku był sprawozdawcą radiowym meczów Cincinnati Reds.

## Nagrody i wyróżnienia
| Nagroda/wyróżnienie | Lata       | Źródło |
| 2× All-Star         | 1955, 1956 | [ 2 ]  |